# Pleasant Hill (Tennessee)
Pleasant Hill es un pueblo ubicado en el condado de Cumberland en el estado estadounidense de Tennessee. En el Censo de 2010 tenía una población de 563 habitantes y una densidad poblacional de 139,34 personas por km².

## Geografía
Pleasant Hill se encuentra ubicado en las coordenadas 35°58′26″N 85°12′7″O / 35.97389, -85.20194. Según la Oficina del Censo de los Estados Unidos, Pleasant Hill tiene una superficie total de 4.04 km², de la cual 4.01 km² corresponden a tierra firme y (0.64%) 0.03 km² es agua.

## Demografía
Según el censo de 2010, había 563 personas residiendo en Pleasant Hill. La densidad de población era de 139,34 hab./km². De los 563 habitantes, Pleasant Hill estaba compuesto por el 97.34% blancos, el 1.24% eran afroamericanos, el 0.18% eran amerindios, el 0% eran asiáticos, el 0% eran isleños del Pacífico, el 1.07% eran de otras razas y el 0.18% pertenecían a dos o más razas. Del total de la población el 0.89% eran hispanos o latinos de cualquier raza.